# Дарвін (вулкан)
Дарвін (ісп. Volcán Darwin) — щитовий вулкан на острові Ісабела, Галапагоські острови. Названий на честь англійського вченого та натураліста Чарльза Дарвіна. Дуже активний вулкан, за 87000 років із моменту формування сталося 4000 вивержень. Останнє було зафіксоване у 1813 рік. Через часті дощі восени 1901 року в кратері утворилося озеро. Дно кальдери майже повністю вкрите лавою. Спостерігається фумарольна активність.